# Tramwaje w Czeskich Budziejowicach
Tramwaje w Czeskich Budziejowicach – system komunikacji tramwajowej działający w latach 1919–1950 w Czeskich Budziejowicach w południowych Czechach. Sieć składała się z dwóch linii tramwajowych, łączących centrum z przedmieściami: Lineckim i Praskim. Po likwidacji zostały zastąpione przez trolejbusy.

## Historia
Na początku XX w. w Czeskich Budziejowicach zaczęto rozważać utworzenie linii tramwajowej lub trolejbusowej. Ostatecznie w 1907 zadecydowano o budowie sieci tramwajowej (ze względu na to, że trolejbusy były dopiero w początkowej fazie rozwoju). Prace budowlane rozpoczęto w roku 1908. 24 sierpnia tego roku miasto uzyskało licencję na eksploatację linii.
Na ulice Czeskich Budziejowic tramwaje wyjechały po raz pierwszy 15 czerwca 1909. Utworzono wówczas linię z pl. Przemysła Ottokara II (rynku) na Praskie Przedmieście (na północ od Starego Miasta), do dworca kolejowego. Rok później tramwaje zaczęły kursować na południowe Lineckie Przedmieście. Odtąd pierwsza linia nosiła oznaczenie P (potocznie zwana Pomalu), natomiast druga – L (potocznie zwana Langsam). Jednocześnie do 1914 na odcinku dworzec – Cmentarz Centralny uruchomiono linię trolejbusową, ponieważ nie uzyskano zgody na skrzyżowanie linii tramwajowej z kolejową. Obie linie były jednotorowe, z mijankami, o rozstawie toru 1000 mm.
W okresie dwudziestolecia międzywojennego pojawiły się plany rozwoju czeskobudziejowickich tramwajów. Niewielkie zmiany nastąpiły w 1936. Utworzono wówczas łącznicę na pl. Przemysła Ottokara II (linie L i P rozpoczynały się w różnych miejscach), a także przełożono końcowy odcinek linii L na dzisiejszą ul. K. Erbena.
W czasie II wojny światowej nie inwestowano w tramwaje, przez co cały system stał się niewydolny. W 1946 podjęto ostateczną decyzję o zastąpieniu go trolejbusami. Mimo to nadal postulowano budowę nowych linii. Postulaty te nie zostały jednak spełnione i w 1949 rozpoczęto stopniową likwidację czeskobudziejowickiej sieci tramwajowej. Najpierw skrócono linię do dworca, następnie zlikwidowano linię L, a 2 marca 1950 trolejbusy wyruszyły na ostatni odcinek linii P – z centrum Praskiego Przedmieścia na pl. Przemysła Ottokara II.
W późniejszych czasach proponowano powrót do komunikacji tramwajowej, nigdy jednak nie zrealizowano żadnego z projektów.

## Tabor
Jedyna dostawa tramwajów do Czeskich Budziejowicach miała miejsce na początku istnienia sieci, w roku 1908. Było to osiem wozów silnikowych i dwa doczepne. Wszystkie powstały w zakładach Ringhoffera, natomiast ich wyposażenie elektryczne pochodziło z koncernu AEG. W 1946 po zniszczeniu z jednego z wozów silnikowych, miasto otrzymało jeden doczepny z Cieplic.